# Liste der Monuments historiques in Arc-sous-Montenot
Die Liste der Monuments historiques in Arc-sous-Montenot führt die Monuments historiques in der französischen Gemeinde Arc-sous-Montenot auf.

## Liste der Immobilien
| Bezeichnung       | Beschreibung                                                                       | Standort               | Kennzeichnung | Schutzstatus | Datum | Bild           |
| ----------------- | ---------------------------------------------------------------------------------- | ---------------------- | ------------- | ------------ | ----- | -------------- |
| Kirche St-Laurent | 1839 fertiggestellt, Architekt Alphonse Delacroix; Turm jünger; mit der Freitreppe | Rue de l’Église (Lage) | PA25000090    | Inscrit      | 2018  | weitere Bilder |

## Liste der Objekte
| Bezeichnung                                        | Beschreibung                                                            | Standort                                                | Kennzeichnung | Schutzstatus | Datum | Bild |
| -------------------------------------------------- | ----------------------------------------------------------------------- | ------------------------------------------------------- | ------------- | ------------ | ----- | ---- |
| Skulptur Heiliger Antonius                         | Stein, farbig gefasst, 16. Jahrhundert                                  | in der Kirche St-Laurent (Lage)                         | PM25000043    | Classé       | 1910  |      |
| Zwei Skulpturen: Heilige Agnes und heiliger Ludwig | Kalkstein, ehemals farbig gefasst, zweites Viertel des 16. Jahrhunderts | in der Kirche St-Laurent (Lage)                         | PM25000044    | Inscrit      | 1910  |      |
| Skulptur Heiliger Hieronymus                       | Kalkstein, farbig gefasst, zweites Viertel des 16. Jahrhunderts         | in der Kirche St-Laurent (Lage)                         | PM25000045    | Classé       | 1939  |      |
| Skulptur Heiliger Claudius                         | Kalkstein, farbig gefasst, 16. oder 17. Jahrhundert                     | in der Kirche St-Laurent (Lage)                         | PM25000046    | Classé       | 1978  |      |
| Skulptur Heiliger Claudius                         | Holz, farbig gefasst, 16. Jahrhundert; im Pfarrhaus deponiert           | östlich des Ortes in der Wegekapelle an der D 49 (Lage) | PM25000047    | Classé       | 1978  |      |
| Josefsaltar                                        | linker Seitenaltar; Holz, 19. Jahrhundert                               | in der Kirche St-Laurent (Lage)                         | PM25001823    | Inscrit      | 1978  |      |
| Marienaltar                                        | rechter Seitenaltar; Holz, 19. Jahrhundert                              | in der Kirche St-Laurent (Lage)                         | PM25001824    | Inscrit      | 1978  |      |
| Kanzel                                             | Holz, 19. Jahrhundert                                                   | in der Kirche St-Laurent (Lage)                         | PM25001825    | Inscrit      | 1978  |      |
| Zwei Beichtstühle                                  | Holz, 19. Jahrhundert                                                   | in der Kirche St-Laurent (Lage)                         | PM25001826    | Inscrit      | 1978  |      |
| Taufbecken                                         | Holz, Marmor, 19. Jahrhundert                                           | in der Kirche St-Laurent (Lage)                         | PM25001827    | Inscrit      | 1978  |      |
| Weihwasserbecken                                   | Marmor, 18. Jahrhundert                                                 | in der Kirche St-Laurent (Lage)                         | PM25001828    | Inscrit      | 1978  |      |
| Kruzifix                                           | Holz, farbig gefasst, 18. Jahrhundert                                   | in der Kirche St-Laurent (Lage)                         | PM25001829    | Inscrit      | 1978  |      |
| Skulptur Heiliger Guérin                           | Holz, 18. Jahrhundert                                                   | in der Kirche St-Laurent (Lage)                         | PM25001830    | Inscrit      | 1978  |      |
| Skulptur Maria immaculata                          | Holz, farbig gefasst, 19. Jahrhundert                                   | in der Kirche St-Laurent (Lage)                         | PM25001831    | Inscrit      | 1978  |      |
| Reliquiar                                          | Metall, versilbert und vergoldet, 19. Jahrhundert                       | in der Kirche St-Laurent (Lage)                         | PM25001832    | Inscrit      | 1978  |      |